# Parque temático Ciudad de los Niños de Jerez

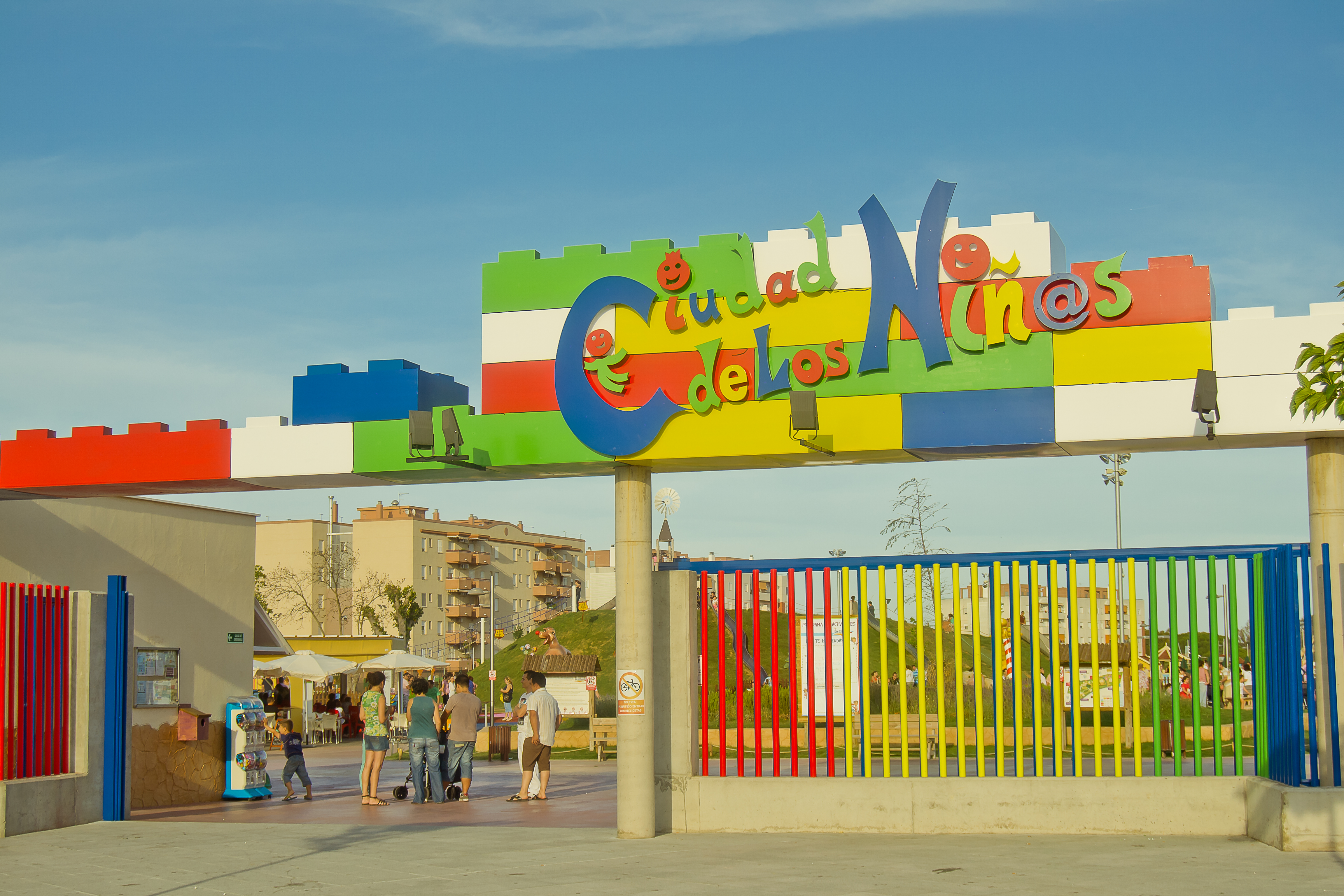
Entrada del parque

La Ciudad de los Niños es una parque temático dedicado a los niños en Jerez de la Frontera (Andalucía, España).

## Características
Cuenta con unos 40 000 metros cuadrados, con instalaciones de pistas de baloncesto, toboganes, pista de patinaje, pueblo infantil, pirámide de red, saltadores, areneros, columpios, tirolinas, mini campo de fútbol, una zona musical y otra acuática. También cuenta con un pequeño anfiteatro para la interpretación de obras de teatro infantil y de títeres.

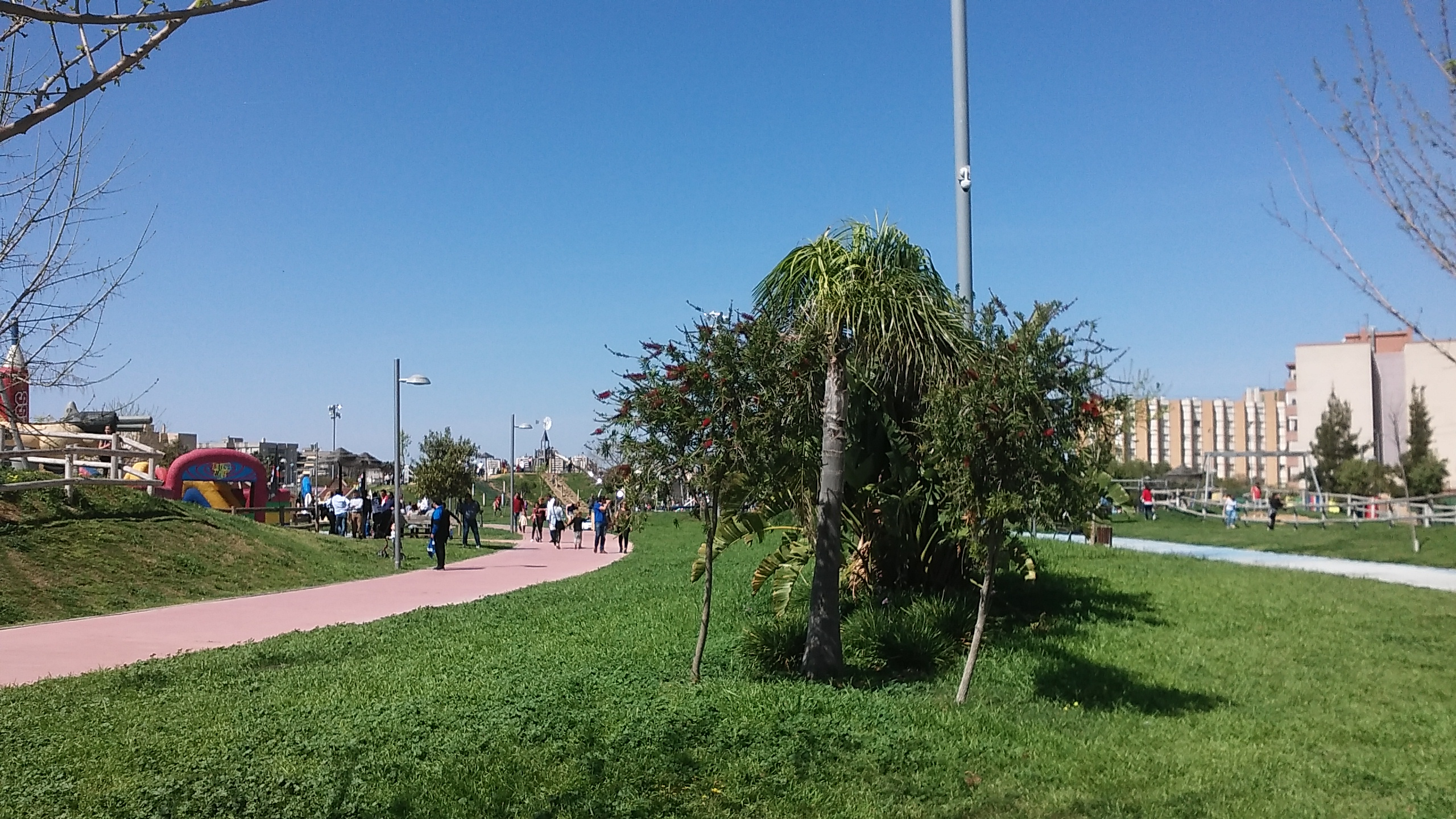
Interior del parque

Cuenta con una zona para mayores. Se encuentra ubicada entre las avenidas Juan Carlos I, Arcos y calle Hijuela de la Canaleja en la barriada de La Granja.

## Referencias

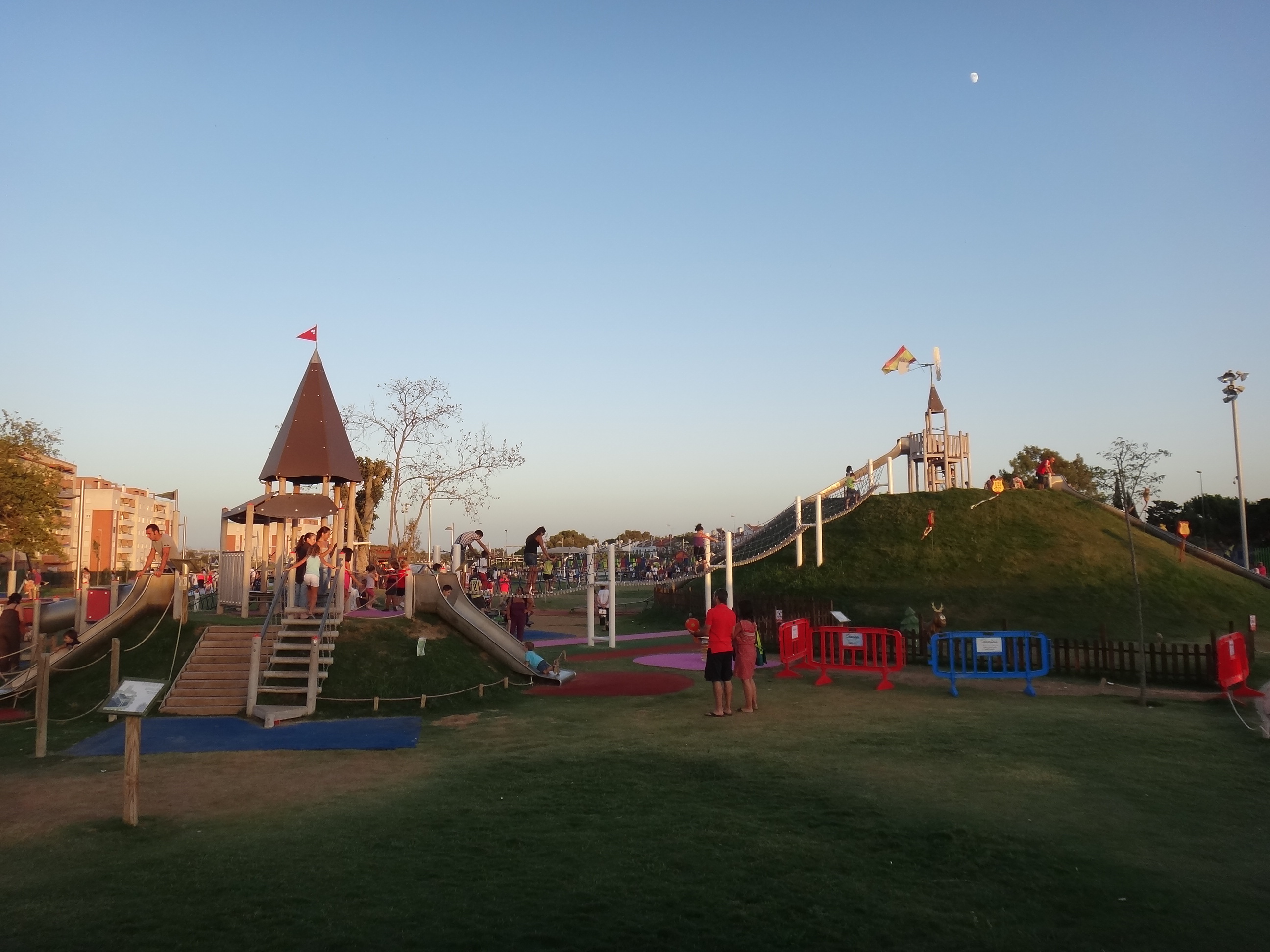
Atracciones